# Kasuvinahalli, Nanjangud
Kasuvinahalli là một làng thuộc tehsil Nanjangud, huyện Mysore, bang Karnataka, Ấn Độ.